# Чеберчино
Чебе́рчино (рос. Чеберчино, ерз. Чеберчино) — село у складі Дубьонського району Мордовії, Росія. Адміністративний центр Чеберчинського сільського поселення.

## Населення
Населення — 414 осіб (2010; 530 у 2002).
Національний склад (станом на 2002 рік):
- росіяни — 86 %